# James Darren
James Darren est un acteur, réalisateur et chanteur américain né le 8 juin 1936 à Philadelphie (Pennsylvanie) et mort le 2 septembre 2024 à Los Angeles (Californie).

## Biographie
James Darren est né le 8 juin 1936 à Philadelphie. Au milieu des années 1950, l'acteur joue dans des séries TV. En 1961, il participe à un film de guerre qui connaît un succès mondial : Les Canons de Navarone avec David Niven, Gregory Peck et Anthony Quinn. Il est aussi le héros de la série Gidget comédie romantique sur fond de surf et d’exotisme. Après le premier épisode en 1959, il retrouve son rôle de beau sportif amoureux dans Gidget Goes Hawaiian et Gidget Goes to Rome, en 1961 et 1963.

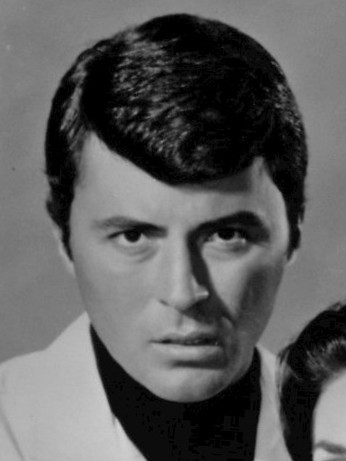
James Darren dans la série Au cœur du temps en 1966.

En 1966, il s’engage pour la télévision dans la série de science fiction Au cœur du temps, aux côtés de Robert Colbert. En 1971, on le retrouve dans le téléfilm fantastique, The City Beneath the Sea. Par la suite, cet acteur se lance dans la chanson.
Alors qu'il tourne dans la série TJ Hooker, il commence une seconde carrière à la télévision : celle d’un metteur en scène. Spécialiste des séries musclées, on lui doit quelques épisodes de l’Agence tous risques, les Rick Hunter ou les Stingray. Dans les années 1990, il réalise des épisodes de Beverly Hills et  de Melrose Place. En 1998, il repasse devant la caméra pour l'avant-dernière saison de Star Trek: Deep Space Nine pour incarner un chanteur qui lui ressemble : Vic Fontaine.
James Darren meurt à Los Angeles le 2 septembre 2024 à l'âge de 88 ans,.

## Filmographie

### Acteur

#### Cinéma
- 1956 : Rumble on the Docks (en) de Fred F. Sears : Jimmy Smigelski
- 1957 : Le Bal des cinglés (Operation Mad Ball) de Richard Quine : Pvt. Widowskas
- 1957 : Les Frères Rico (The Brothers Rico) de Phil Karlson : Johnny Rico
- 1957 : The Tijuana Story (en) de László Kardos : Mitch
- 1958 : Le Salaire de la violence (Gunman's Walk) de Phil Karlson : David Hackett
- 1959 : Gidget de Paul Wendkos : Moondoggie (Jeffrey Matthews)
- 1959 : The Gene Krupa Story (en) de  Don Weis : Eddie Sirota
- 1960 : Le Mal d'être jeune de Paul Wendkos (caméo)
- 1960 : Les Marines attaquent (en) (All the Young Men) d'Hall Bartlett : Pvt. Cotton
- 1960 : L'Étrange Destin de Nicky Romano (Let No Man Write My Epitaph) de Philip Leacock : Nick Romano
- 1961 : Les Canons de Navarone (The Guns of Navarone) de J. Lee Thompson : Pvt. Spyros Pappadimos
- 1961 : Gidget à Hawaï (Gidget Goes Hawaiian) de Paul Wendkos : Moondoggie (Jeffrey Matthews)
- 1963 : Le Seigneur d'Hawaï (Diamond Head) de Guy Green : Paul Kahana
- 1963 : Gidget à Rome (Gidget Goes to Rome) de Paul Wendkos : Moondoggie (Jeffrey Matthews)
- 1963 : Oui ou non avant le mariage ? (Under the Yum Yum Tree) de David Swift
- 1964 : Les Aventures de Yogi le nounours (Hey There, It's Yogi Bear) de Joseph Barbera et William Hanna : voix de Yogi Bear
- 1964 : For Those Who Think Young (en) de  Leslie H. Martinson : Dean Pruitt
- 1964 : Pleins phares (The Lively Set) de Jack Arnold : Casey Owens
- 1969 : Venus in Furs de Jesús Franco : Jimmy Logan
- 1978 : The Boss' Son : Buddy
- 2001 : Random Acts : Allen
- 2017 : Lucky de John Carroll Lynch : Paulie

#### Télévision
- 1960 : Les Pierrafeu : Jimmy Darrock (voix)
- 1966 : Au cœur du temps (The Time Tunnel) : Dr Tony Newman
- 1966 : Voyage au fond des mers, saison 2 : L'Androïde : Peter Omir
- 1968 : The Man from the 25th Century (en) d'Irwin Allen : Robert Prentice
- 1971 : La Cité sous la mer : Dr Talty
- 1975 : The Lives of Jenny Dolan (en) de  Jerry Jameson : Orlando
- 1977 : Les Têtes brûlées : lieutenant-colonel Rod Towers
- 1977 : Drôles de dames: David Barzack
- 1980 : Turnover Smith : Georgie Green
- 1981 : Scruples : Vito
- 1986 : T.J. Hooker : Officier James Corrigan
- 1992 : Melrose Place : Tony Marlin
- 1992 : Le Rebelle: Lou Delgado  : saison 1, épisode 6
- 1993 : Diagnostic : Meurtre : membre du conseil Watson
- 1998 : Star Trek: Deep Space Nine : Vic Fontaine

### Réalisateur
- 1983 : Agence tous risques (The A-Team)
- 1987-1991 : Rick Hunter
- 1988 : Le Monstre évadé de l'espace (Something is out there)
- 1988 : Police Story : Gladiator School
- 1989 : Duo d'enfer (Hardball)
- 1992 : Raven
- 1993 : Walker, Texas Ranger
- 1993 : Melrose Place
- 1996 : Savannah
- 1996 : Beverly Hills

## Discographie
- 1960 : James Darren No. 1
- 1961 : Sings the Movies (Gidget Goes Hawaiian)
- 1962 : Love Among the Young
- 1962 : Sings for All Sizes
- 1963 : Bye Bye Birdie (avec The Marcels (en), Paul Petersen and Shelley Fabares)
- 1963 : Teenage Triangle (en) (avec Shelley Fabares and Paul Petersen)
- 1964 : More Teenage Triangle (avec Paul Petersen and Shelley Fabares)
- 1967 : All
- 1971 : Mammy Blue
- 1972 : Love Songs from the Movies
- 1994 : The Best of James Darren
- 1999 : This One's from the Heart (en)
- 2001 : Because of You (en)